# Jean-Noël Amonome
Jean-Noël Amonome (ur. 24 grudnia 1997 w Libreville) – gaboński piłkarz grający na pozycji bramkarza.

## Kariera klubowa
Swoją karierę piłkarską Amonome rozpoczął w klubie FC 105 Libreville. W sezonie 2015 zadebiutował w jego barwach w pierwszej lidze gabońskiej. W 2018 roku przeszedł do południowoafrykańskiego AmaZulu. W sezonie 2019/2020 był z niego wypożyczony do Royal Eagles, a w sezonie 2020/2021 do Uthongathi. Do Uthongathi był wypożyczony również w sezonie 2022/2023. W 2023 roku odszedł z AmaZulu, nie rozgrywając w jego barwach żadnego spotkania.

## Kariera reprezentacyjna
W reprezentacji Gabonu Amonome zadebiutował 25 marca 2021 w wygranym 3:0 meczu kwalifikacji do Pucharu Narodów Afryki 2021 z Demokratyczną Republiką Konga, rozegranym we Franceville. W 2022 roku został powołany do kadry na Puchar Narodów Afryki 2021. Na tym turnieju rozegrał cztery mecze: grupowe z Komorami (1:0), z Ghaną (1:1) i z Marokiem (2:2) oraz w 1/8 finału z Burkiną Faso (1:1, k. 6:7).